# Герасименко Василь Явтухович

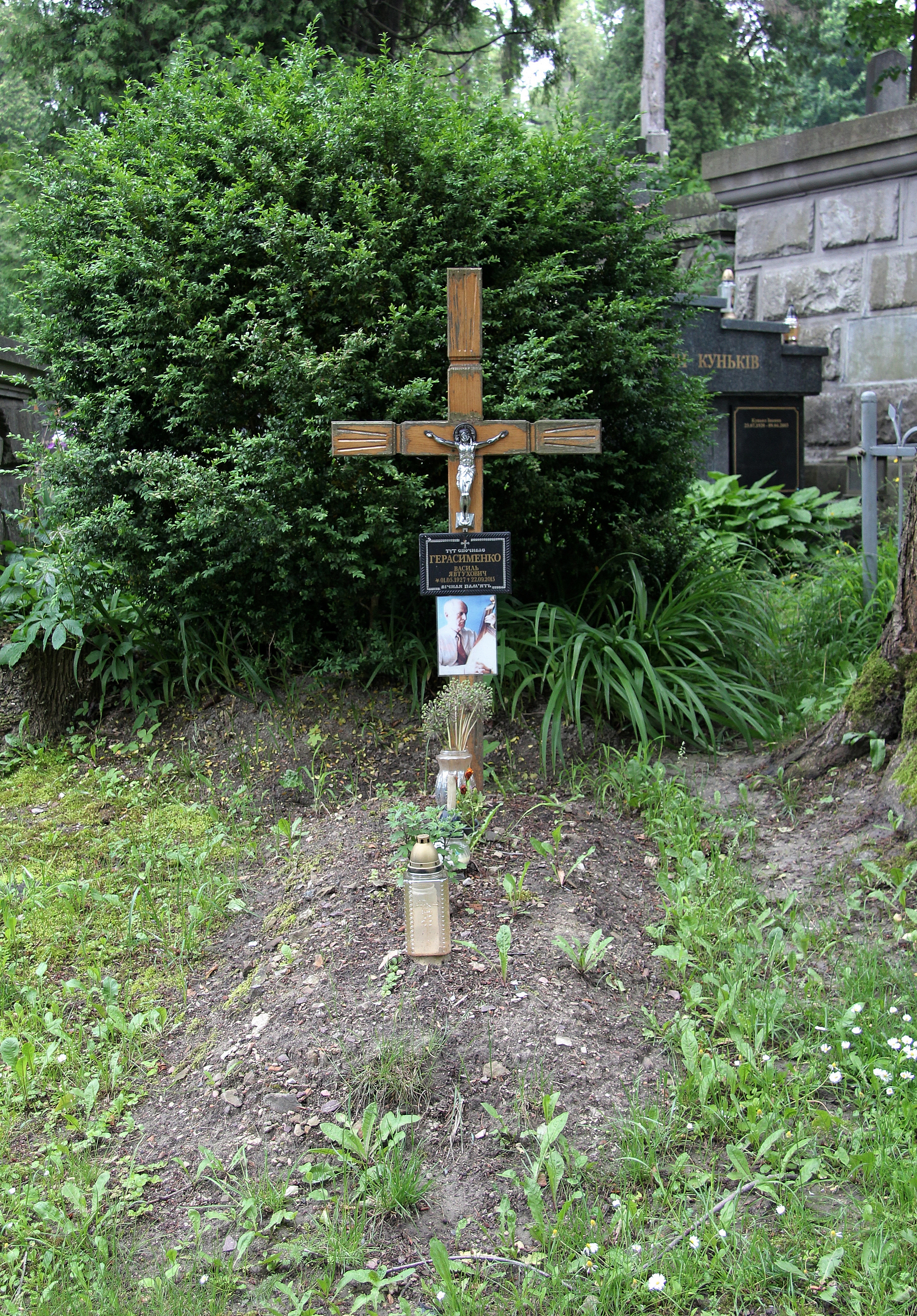

Герасименко Василь Явтухович (1 травня 1927; с. Пищики, Білоцерківська округа — 22 вересня 2015, Львів) — бандурист, педагог, конструктор-винахідник бандур, засновник львівської школи академічного бандурного виконавства, заслужений діяч мистецтв УРСР, професор. З 1954 по 2012 працював у ЛНМА імені Миколи Лисенка. 1989—1996 рр. — завідувач кафедри українських народних інструментів. Загальний педагогічний стаж — 60 років.

## Життєпис
У 1952 році закінчив Львівське музичне училище (клас бандури Миколи Грисенка), а у 1960 році Львівську консерваторію (клас бандури Андрія Бобиря). Працював артистом у Львівській обласній філармонії (1952—1962), викладав у ДМШ № 1 (1952—1956), у Львівському музичному училищі (1953—1978). З 1956 по 1966 роки веде клас бандури і завідує відділом народних інструментів у Львівській спеціалізованій музичній школі-інтернаті імені С. Крушельницької.
У 1954 р. був запрошений ректоратом на посаду викладача Львівської консерваторії імені Миколи Лисенка. Запрошення молодого фахівця із середньою музичною освітою і дворічним педагогічним стажем було зроблене як виняток, за погодженням Міністерства культури України, у зв'язку з відсутністю у Львові бандуриста з вищою освітою. Близько 30 років (1967—1996) керував створеним ним ансамблем бандуристів консерваторії, з яким активно концертував в Україні, в республіках колишнього СРСР та Чехословаччині.
У творчому та методичному доробку В. Герасименка — сотні перекладів, аранжувань творів світової та національної класики, обробок народних пісень для бандури та бандурних ансамблів, що склали основу педагогічного репертуару навчальних закладів різних рівнів акредитації. Автор програми «Спеціальний клас бандури» (Київ: Навчально-методичний кабінет Міністерства культури УРСР, 1985).
Як педагог В. Я. Герасименко виховав понад 100 випускників, серед яких лауреати різних конкурсів, кандидати наук, видатні діячі культури, відзначені почесними званнями.
Його доньки Оля Герасименко-Олійник та Оксана Герасименко,
сестри Даниїла, Марія та Ніна Байко, Галина Менкуш, Ганна Гальчак, Раїса Кузьменко, Романія Василевич, Мирослава Попілевич, Йосип Яницький, Олександр Верещинський, Петро Авраменко, Орест Баран, Людмила Посікіра, Тетяна Ткач, Марія Наконечна, Ореста Пришляк, Надія Сторожук, Марія Сорока, Ірина Содомора, Остап Стахів, Ірина Ольшевська, Ольга Войтович-Стащишин, Світлана Мирвода, Віолетта Дутчак, Оксана Ваврик, Оксана Савіцька, Роман Антонюк, Тарас Лазуркевич, Олег Созанський, Віктор Рубай, Дмитро Губ'як та інші.
«Тріо бандуристок Львів'янки».
Помер у Львові, похований на 68 полі Личаківського цвинтаря.
Державні відзнаки і нагороди:
- Почесне звання Заслужений діяч мистецтв УРСР, посвідчення № 230 від 21 вересня 1987 р.;
- Почесна грамота Міністерства культури УРСР від 10.04.1970;
- Відзнака «За відмінну роботу» Міністерства культури СРСР, посвідчення № 5245 від 06.06.1976;
- Диплом першого ступеня ВДНГ УРСР за активну і безпосередню участь у підготовці і створенні ювілейної експозиції «Українська РСР» на ВДНГ СРСР у Москві;
- Диплом пошани. Постанова Головного комітету ВДНГ УРСР № 36 від 11 вересня 1978 р.;
- Медаль «Ветеран праці», Указ Президії Верховної Ради СРСР від 20. 04.1988 р.;
- Почесна відзнака Міністерства культури і мистецтв України «За багаторічну плідну працю в галузі культури», № 212 від 25 квітня 2002.

## Видання
- Альбом бандуриста / Упор. і перекл. В. Герасименка. — К.: Музична Україна, 1969.
- Ансамблі для бандур / Упор.та перекл. В. Герасименка. — К: Музична Україна, 1980. — Вип. 1.
- Ансамблі для бандур / Упор. та перекл. В. Герасименка. — К.: Музична Україна, 1981. — Вип. 2.
- Спеціальний клас бандури: Програма. — Київ: Навчально-методичний кабінет Міністерства культури УРСР, 1985. — 27 с.
- Черні К. Етюди в перекладі для бандури (ноти): У 2-х зб. / Упор. О. Созанський; перекл. і заг. ред. В. Герасименка. — Львів, 1998. — Зб. № 1. — С. ; Зб. № 2. — С.
- Робочі креслення бандури «прима», підліткової. — Львів: Фабрика муз. інструментів, 1964—1987. — 200 с.
- Робочі креслення механізму перестроювання тональностей бандури. — Львів: Фабрика муз. інструментів, 1976—1986. — 80 с.
- Технолого-нормувальна карта для промислового виробництва бандур. — Львів: Фабрика муз. інструментів, 1964—1987. — 14 с.
- Технологічне оснащення для промислового виробництва бандур. — Львів: Фабрика муз. інструментів. — 1964—1987.

## Бандури
Понад півстоліття присвятив справі реконструкції та вдосконалення бандури. Є автором понад сорока моделей бандур, п'ять із яких були прийняті у промислове виробництво. За винахід нових моделей бандур був нагороджений дипломами, грамотами, державними відзнаками.
Особливою заслугою В. Герасименка є винахід штучних капронових нігтів для гри на бандурі.
Першу бандуру В. Герасименко виготовив у 1950 році, коли зацікавився грою на бандурі і почав навчатися у музичному училищі (перші два роки навчався на вокальному відділі). У зв'язку з неможливістю придбати інструмент, вирішив виготовити його власноруч. Ця бандура, як і наступні 12 інструментів, була виготовлена з верби традиційним способом довбання. Серед них була і перша бандура з механізмом для перестроювання тональностей (1956). Верба, яка використовувалася для корпусів інструментів — некомерційне дерево, і тому спосіб видовбування бандури негативно впливав на доступ до матеріалів. Ці обставити змушували шукати інший спосіб і тоді Герасименко вирішив йти шляхом виготовлення смичкових інструментів. Так у 1958 році була створена перша клепана бандура з горіха, а в 1959 — з клепок явора.
У 1960-х роках виробив технологію виготовлення бандур з клепок явора. В цей час також зробив кілька зразків інструментів маленьких розмірів для дітей. Інструменти вирізнялися дзвінким тембром і були легенькі. Проблеми виникли з пристосовування технології виготовлення бандури в серійних умовах.
Працюючи за сумісництвом на Львівській фабриці музичних інструментів на посаді керівника експериментальної групи, Герасименко розробив і впровадив у виробництво технологічну карту виготовлення бандур, завдяки чому у 1964 році там було розпочато виробництво бандур «Львів'янка». Він значно спростив спосіб виготовлення бандури, підняв надійність інструмента та економічність використання матеріалу. В 1968 року з'явилися концертні інструменти з механізмом для швидкого перестроювання.
Львівська фабрика на сьогодні виробляє 4 типи бандур його конструкції, а також йде підготовка до засвоєння технології виробництво бандури харківського типу.